# NGC 2565
NGC 2565 is een balkspiraalstelsel in het sterrenbeeld Kreeft. Het hemelobject werd in 1886 ontdekt door de Duits-Britse astronoom Jacob Gerhard Lohse (1851-1941).

## Synoniemen
- UGC 4334
- IRAS08168+2211
- MCG 4-20-26
- ZWG 119.57
- MK 386
- KUG 0816+221B
- PGC 23362